# Port-royal
port-royal (sic) — итальянская рок-группа, играющая смесь электронной музыки и пост-рока. Была образована в городе Генуя (Италия) в 2000 году Аттилио Бруццоне (гитара, клавишные) и Этторе ди Роберто (клавишные). Вскоре к ним присоединился брат Этторе Микеле ди Роберто (Барабаны), совместно с Эмилио Поццолини (клавишные, семплинг), и Джулио Корона (бас-гитара). Музыку в основном составляют инструментальные композиции, по стилю исполнения напоминают такие группы как Mogwai и M83.

## Состав
- Аттилио Бруццоне (итал. Attilio Bruzzone), (гитара, клавишные, программирование, бас-гитара и иногда вокал) 2000 - настоящее время
- Этторе Ди Роберто (итал. Ettore Di Roberto), (клавишные, программирование и иногда вокал) 2000 - настоящее время
- Эмилио Поццолини (итал. Emilio Pozzolini), (семплер, программирование) 2001 - настоящее время
- Сиева Диаматакос (итал. Sieva Diamantakos), (Визуализация) 2007 - 2014

## Дискография

### Студийные альбомы
- Flares (Resonant Recordings 2005)
- Afraid To Dance (Resonant Recordings 2007)
- Flared Up - Remixes (Resonant Recordings 2008)
- Magnitogorsk - split LP совместно с Absent Without Leave (Sound In Silence 2008)
- Dying In Time (n5MD, debruit&desilence, Sleeping Star, Isound Labels, Klik Records 2009)
- 2000-2010: The Golden Age Of Consumerism (n5MD 2011)
- Where Are You Now (n5MD 2015)
- You Ware Nowhere - Remixes (n5MD 2016)

### Мини-альбомы
- Kraken EP (Marsiglia Records 2002)
- Honved EP (Chat Blanc Records 2007)
- Anya: Sehnsucht EP (Chat Blanc Records 2008)
- Balding Generation (Losing Hair as We Lose Hope) (n5MD 2009)
- Afterglow EP w/ Millimetrik (Sang D'Encre Factory 2010)